# Giraffa gracilis
Giraffa gracilis é uma espécie extinta de girafa africana, que viveu no Quênia, na Etiópia, na Tanzânia e na África do Sul do Plioceno Médio ao Pleistoceno Médio.